# Vertugadin (architecture)
Pour l’article homonyme, voir Vertugadin.

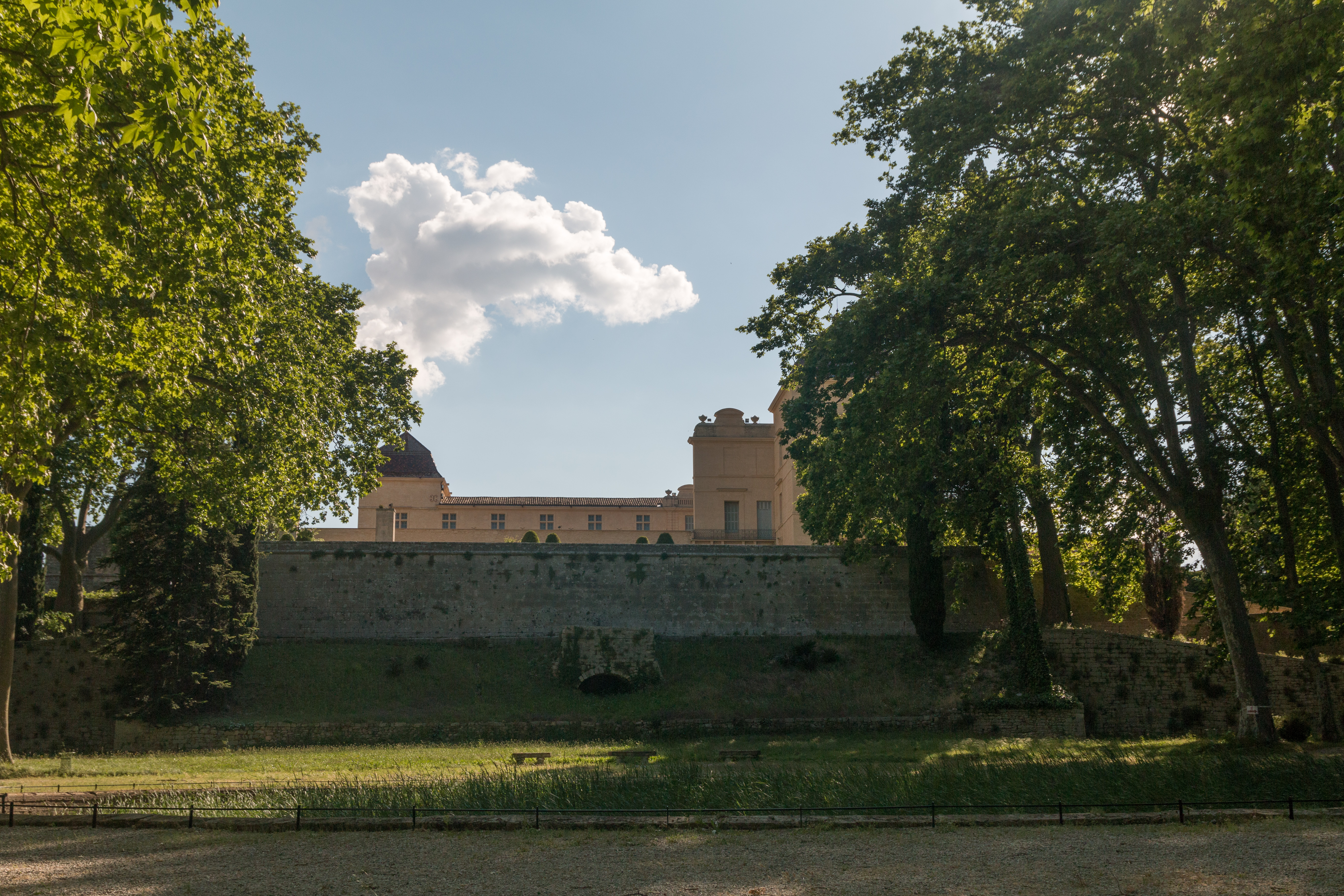
Parc du château de Castries.

Un vertugadin est un terme imagé désignant une pente de gazon servant à mettre en valeur les plans étagés d'un édifice ou d'un jardin à la française.